# Ecclesiastical Licences Act 1533
L'Ecclesiastical Licences Act 1533 (25 Hen. 8. c. 21), noto anche come Dispensations Act 1533, Peter's Pence Act 1533 o Act Concerning Peter's Pence and Dispensations, è un atto del Parlamento d'Inghilterra. Fu approvato dal Parlamento della Riforma inglese all'inizio del 1534 e mise fuori legge il pagamento dell'Obolo di San Pietro e altri pagamenti a Roma. L'atto rimase parzialmente in vigore in Gran Bretagna alla fine del 2010. Ai sensi della sezione III di questo atto che l'arcivescovo di Canterbury può conferire una laurea di Lambeth come titolo accademico.

## Storia
L'Obolo di San Pietro era originariamente un tributo annuale di un penny da ogni capofamiglia che possedeva un terreno di un certo valore per il Papa ed era stato riscosso in Inghilterra sin dal regno di re Alfredo. Nel XII secolo fu fissato a una somma annuale di £ 200 per l'intero regno. Non fu il pagamento più grande a Roma, ma Stanford Lehmberg sostiene che fu deliberatamente menzionato nell'atto perché era teoricamente pagato dai laici e quindi avrebbe potuto sembrare più intollerabile dei pagamenti che riguardavano solo i chierici.
L'atto abolì l'Obolo di San Pietro e tutti gli altri pagamenti a Roma e accordò all'arcivescovo di Canterbury il potere di emettere dispense precedentemente concesse dal Papa. Le tasse che avrebbero potuto essere addebitate per le dispense furono stabilite e richiedevano l'assenso reale, confermato dal Gran Sigillo del Regno, in questioni per le quali la tassa usuale era superiore a £4.
Il 12 marzo 1534 la Camera dei comuni approvò il disegno di legge e fu probabilmente responsabile, sostiene Lehmberg, delle clausole che sostenevano che l'atto non doveva essere letto come un declino rispetto agli "articoli stessi della fede cattolica della cristianità". Una clausola del disegno di legge conferiva alla Corona il potere di condurre visite ai monasteri che erano stati esentati dalla giurisdizione dell'arcivescovo e proibiva al clero inglese di visitare assemblee religiose all'estero.
Quando il disegno di legge arrivò alla camera alta, alcune clausole furono aggiunte nella seconda e terza lettura. Il disegno di legge fu approvato il 20 marzo dopo la quarta lettura e dopo che i Comuni avevano immediatamente acconsentito alle nuove clausole. L'ultimo giorno della sessione, tuttavia, fu aggiunta un'altra clausola: il re avrebbe avuto il potere in qualsiasi momento prima del 24 giugno di abrogare l'atto completo o solo una parte di esso, come desiderava. Lehmberg avanza l'idea che Enrico VIII volesse ancora una certa leva nella contrattazione con il Papa dopo che il re francese aveva recentemente tentato di riconciliare Enrico con papa Clemente VII.

## Disposizioni

### Preambolo
Il preambolo è degno di nota perché è scritto sotto forma di petizione dei comuni al re ed è una delle prime menzioni di una "usurpazione papale" e perché ribadisce la teoria secondo cui l'Inghilterra non ha "alcun superiore sotto Dio, ma solo vostra Grazia". Afferma inoltre che l'autorità della "corona imperiale" del re è diminuita dalle "usurpazioni e esazioni irragionevoli e poco caritatevoli" del Papa.
Il preambolo è stato abrogato dalla sezione 1 e dalla parte II dell'allegato dello Statute Law (Repeals) Act del 1969.

### Sezione 1
La presente sezione è stata abrogata dalla sezione 1 e dalla Parte II dell'Allegato allo Statute Law (Repeals) Act 1969.

### Sezione 2
La presente sezione è stata abrogata dalla sezione 1 e dalla Parte II dell'Allegato allo Statute Law (Repeals) Act 1969.

### Sezione 5
Questa sezione (che tra le altre cose aveva l'effetto di richiedere che le facoltà fossero registrate dal Clerk of the Crown in Chancery) non si applica in relazione a nessuna facoltà concessa a un notary public.

### Sezione 11
In questa sezione (che riguarda il rifiuto dell'arcivescovo di concedere licenze ecc.) qualsiasi riferimento al Lord Cancelliere o al Lord Custode del Gran Sigillo (comunque espresso) deve essere letto come un riferimento al Cancelliere dell'Alta Corte. Il Cancelliere dell'Alta Corte può nominare un altro giudice di quella corte per esercitare le sue funzioni ai sensi di questa sezione.

### Sezione 15
Questa sezione è stata abrogata dalla sezione 1 e dalla Parte II dell'Allegato allo Statute Law (Repeals) Act 1969.

### Sezione 16
Questa sezione è stata abrogata dalla sezione 13 e dalla Parte I dell'Allegato 4 del Criminal Law Act 1967.

### Sezione 19
Questa sezione è stata abrogata dallo Statute Law Revision Act del 1948.

### Sezione 20
Questa sezione è stata abrogata dallo Statute Law Revision Act del 1948.

### Sezione 21
Questa sezione è stata abrogata dalla sezione 1 e dalla Parte II dell'Allegato allo Statute Law (Repeals) Act 1969.

### Sezione 22
Questa sezione è stata abrogata dallo Statute Law Revision Act del 1948.

### Sezione 23
Questa sezione è stata abrogata dalla sezione 1 e dalla Parte II dell'Allegato allo Statute Law (Repeals) Act 1969.

## Risparmio
L'abrogazione da parte dello Statute Law (Repeals) Act 1969 della sezione 2 dell'Atto di Supremazia (1 Eliz 1 c 1) (1558) non pregiudica la continuazione dell'operatività, per quanto non abrogata, dell'Ecclesiastical Licences Act 1533.

## Abrogazione nella Repubblica d'Irlanda
La presente legge è stata abrogata per la Repubblica d'Irlanda dalle sezioni 2(1) e 3(1) e dalla Parte 2 dell'Allegato 2 dello Statute Law Revision Act 2007.